# Cateretê
Le cateretê ou la catira est une danse rurale brésilienne connue depuis des ères lointaines. Elle se danse au son des applaudissements et des battements de pieds ainsi que d'un accompagnements par deux guitares. Les danseurs forment deux files, l'une d'hommes et l'autre de femmes, placées l'une face à l'autre. Les guitaristes chantent pendant les pauses et dirigent les évolutions de la danse. 
Heitor Villa-Lobos l'utilise pour un mouvement de sa Bachianas brasileiras no 8.

## Sources
- (pt) Cet article est partiellement ou en totalité issu de l’article de Wikipédia en portugais intitulé « Cateretê » (voir la liste des auteurs).